# Relance Kennedy-Johnson
La relance Kennedy-Johnson est un plan de relance mis en place par John Fitzgerald Kennedy puis par Lyndon B. Johnson dans les années 1960 pour stimuler l'économie des États-Unis. Le plan a été une réussite jusqu'à la guerre du Viêt Nam.

## Contexte
La croissance étasunienne dans les années 1950 est relativement médiocre comparée à celle de l'Europe de l'Ouest et du Japon. Elle est ponctuée par des récessions, comme celle de 1953 et celle de 1958. Les politiques du président Dwight D. Eisenhower accordent la priorité à la lutte contre l'inflation par la manipulation du taux d'intérêt ; mais sa politique d'austérité fait stagner l'économie à -8% de sa production potentielle. Le chômage stagne à des niveaux élevés : il est de 6,6% en 1958, et 6,5% en 1961.
John Fitzgerald Kennedy arrive au pouvoir dans ce contexte. Il marque un changement de cap radical en regroupant autour de lui Paul Samuelson, John Kenneth Galbraith et James Tobin. Ils sont favorables à une rupture avec la politique austéritaire d'Eisenhower et incitent à l'application des politiques préconisées par la synthèse néoclassique, école de pensée d'inspiration keynésienne.
Ils proposent un plan de relance qui soutienne la demande agrégée au prix de déficits budgétaires appelés à se résorber d'eux-mêmes grâce à une augmentation des recettes fiscales provoquée par l'accroissement du PIB. Le plan pèse 1,7% du produit national brut. Le postulat du plan est que l'économie fonctionne sous sa capacité maximale, et que stimuler la demande permettrait de faire augmenter la production, et donc la richesse totale.

## Mise en œuvre

### Expansion budgétaire
Le plan augmente les dépenses publiques, dont notamment l'investissement public dans les domaines militaires et spatiaux. Cela permet de dynamiser certains secteurs civils par des transferts de technologie.
En plus de cela, la consommation intérieure est stimulée par une hausse des transferts sociaux. Le pouvoir d'achat des plus défavorisés croît, ce qui permet de soutenir de la consommation, et donc, l'offre.

### Réduction de la fiscalité
Le plan met en œuvre une réduction de l'impôt sur le revenu et de l'impôt sur les sociétés. Cela dynamise l'offre et soutient l'investissement des entreprises. Entre 1964 et 1965, la réduction d'impôts représente entre 11,5 et 13 milliards de dollars de l'époque,.

### Accompagnement monétaire
Cet accompagnement intervient dans un second temps. La Réserve fédérale abaisse son taux d'intérêt de long terme grâce à des réglementations qui plafonnent les taux d'intérêts débiteurs. Le niveau des taux d'intérêt à court terme est contrôlé afin d'éviter des sorties de capitaux, notamment vers les marchés des eurodollars. La hausse de l'inflation et la détérioration de la balance commerciale en 1962 incitent le président à relâcher la bride sur les taux d'intérêt.

## Postérité

### Conséquences
Les résultats du plan sont positifs. La croissance économique, qui était de 2,4% en moyenne entre 1953 et 1961, passe à 5,7% en 1962 et se maintient à un rythme élevé jusqu'à ce que la guerre du Viet-Nâm fragilise le pays.
| Évolution du taux de croissance du PIB des États-Unis (1960 - 1967),[9] |      |      |      |      |      |      |      |      |
| Année                                                                   | 1960 | 1961 | 1962 | 1963 | 1964 | 1965 | 1966 | 1967 |
| Croissance (%)                                                          | 1,9  | 2,6  | 5,7  | 4,6  | 5,2  | 6    | 6,1  | 2,7  |
| Balance budgétaire                                                      | 0,3  | -3,3 | -7,1 | -4,8 | -5,9 | -1,4 | -3,7 | -8,6 |
| Dette publique (% du PIB)                                               | 44,3 | 43,5 | 42,3 | 41,0 | 38,7 | 36,7 | 33,7 | 31,8 |

La réussite du plan est en grande partie dû à la faible ouverture de l'économie étasunienne de l'époque. Le coefficient d'ouverture du pays est de 4%, ce qui réduit le risque de fuite du revenu : les sommes débloquées par le plan sont pour la majorité consommées dans l'économie américaine.
L'inflation reste relativement stable : elle est de 1,3%/an en moyenne entre 1961 et 1965. Cela est dû aux négociations entre l’État, les producteurs et les syndicats ouvriers.
L'accroissement du PIB dû au plan permet, comme prévu par les économistes de Kennedy, de rembourser le coût du plan.

### Plans ultérieurs
Les présidents successifs mettront en place leur propre plan de relance. Le plan de relance du président Gerald Ford pèsera 1,5% du PNB, et celui de Jimmy Carter, moins d'1% du PNB. Ils n'obtiendront pas des résultats aussi positifs que le plan Kennedy-Johnson.